# Guldbæk
Guldbæk är ett vattendrag i Danmark. Det ligger i Region Nordjylland, i den norra delen av landet. Nordöst om Svenstrup rinner Guldbæk ihop med Østerå.
På grund av fallhöjden har flera vattenkvarnar anlagts och år 1797 byggdes papperskvarnen Godthaab. Efter nedläggningen år 1854 övertogs byggnaden av Godthaab Hammerværk. Hammerværket, som framställde jordbruksredskap, är idag kulturskyddat och fungerar som ett (levande) museum.